# Съмърсби
„Съмърсби“ (на английски: Sommersby) е американска периодична романтична драма от 1993 г. на режисьора Джон Еймъл, по сценарий на Никълъс Майър и Сара Керношан и е адаптация на френския филм „Завръщането на Мартин Гер“ от 1982 г. Във филма участват Ричард Гиър, Джоди Фостър, Бил Пулман, Джеймс Ърл Джоунс, Кларис Тейлър, Франки Фейсън и Р. Лий Ърми.